# Politique économique
Cet article possède un paronyme, voir Économie politique.
La politique économique est l'ensemble des interventions des administrations publiques (dont l’État, la banque centrale, et les collectivités territoriales) sur l’activité économique pour atteindre des objectifs (croissance, plein-emploi, justice sociale). Ces objectifs permettent de corriger les déséquilibres (inflation, inégalités de revenu et de richesse, chômage, déficit des finances publiques, excès de création monétaire).
Les économistes distinguent les politiques économiques conjoncturelles qui visent à orienter l'activité économique à court terme (moins de 5 ans) et les politiques économiques structurelles qui viennent à modifier le fonctionnement de l'économie sur le moyen ou long terme (plus de 5 ans).

## Histoire
On situe généralement dans les années 1930 et 1940 le développement des politiques économiques, « susceptibles d’affecter un ordre économique qui avait surtout été jusque-là pensé comme naturellement équilibré ». Cependant, des initiatives sans doute moins générales ont émergé bien plus tôt. Un ministère chargé de l'industrie est créé en France dès 1886 ; celui du commerce en 1831 et celui de l'agriculture par Charles X dès 1829. On peut sans doute dater des années 1880 la volonté de l'Etat de sortir de ses fonctions régaliennes pour agir sur le fonctionnement de l'économie. 

## Objectifs
La politique économique peut avoir plusieurs fonctions. Elle peut permettre d'améliorer l'allocation des ressources pour améliorer l'efficacité du fonctionnement de l'économie. Elle peut avoir une fonction de stabilisation pour revenir à une situation d'équilibre ou elle peut avoir une fonction de redistribution, conformément aux trois fonctions de l'État de Richard Musgrave.

### Politique de la concurrence
Elle vise à éliminer tout comportement qui limite la concurrence qui constitue un des fondements de l'économie de marché. Les situations qui menacent la concurrence sont essentiellement : le monopole (cas d'un seul vendeur), l'oligopole (cas d'un nombre limité de vendeurs), ou le cartel (quelques entreprises se mettent d'accord pour vendre à un prix plus élevé au prix du marché concurrentiel). Ces pratiques constituent, selon les partisans du libéralisme, des cas de défaillance du marché qu'il faut combattre. Elles aboutissent, en effet, à la réalisation de plus de bénéfices et à la satisfaction de moins d'utilités pour les consommateurs. Les pouvoirs publics utilisent divers moyens de sanction de ces abus : des lois anti-trusts (États-Unis), l'autorité des marchés financiers (AMF) qui concerne les sociétés cotées en bourse (France), ou les conseils de la concurrence dans des pays francophones.

### Politique industrielle
Le rôle des États est essentiel dans le soutien à l'innovation et aux PME-PMI (cf. : Oséo en France, la SBA aux États-Unis, le MITI au Japon…)… Il l'est également à l'exportation des grandes entreprises en accordant, notamment, des subventions à ces dernières. Ce type de politique est apparu aux États-Unis dès la fin des années 1980, avec l'Advocacy center. Les États s'appuient dans ce cas sur leur réseau diplomatique, et sur des compétences spécifiques. En France, par exemple, il existe des postes d'expansion économique. Dans le cadre de la politique économique menée par l'Union Européenne (UE) dont la France est un membre actif depuis 1956, elle bénéficie des fruits de la politique agricole commune (PAC). Les agriculteurs français reçoivent, en effet, des subventions communautaires qui leur permettent, à la fois, de se protéger contre les concurrents non membres de l'UE sur le marché européen et de mieux lutter contre les concurrents sur les marchés extérieurs à L'Union.
Enfin, la plupart des grands pays développés ont mis en place des politiques visant à développer des pôles de compétitivité sur les territoires, sur le modèle des clusters américains, dont l'archétype est la Silicon Valley.

### Politique commerciale
La politique commerciale désigne l'ensemble des décisions prises en matière de politique de distribution, de politique de prix et de services à destination des clients par un gouvernement où par une entreprise afin de satisfaire les besoins des dits clients.

### Politique fiscale
Le prélèvement des impôts constitue la source majeure d'alimentation du budget pour la plupart des États. La nature de l'impôt ainsi que son taux sont au centre de la politique fiscale des pays. Cette politique peut modifier la situation globale d'une économie via notamment l'impact sur la consommation des ménages, l'investissement des entreprises ainsi que le drainage des IDE.
Les implications des augmentations de l'impôt sont la diminution de l'incitation à travailler davantage, favorise le travail non déclaré et pénalise l'épargne. Pour cela, les économistes proposent une réforme fiscale.
L'économiste de l'offre américain Arthur Laffer propose une courbe du même nom, la courbe de Laffer, afin de décrire l'impact d'une imposition trop forte sur la croissance des recettes de l’État. Elle nous dit qu'il existe un taux d'imposition inférieur à 1 qui maximise les recettes de l’État. Dit autrement, taxer davantage ne permet pas d'augmenter nécessairement les revenus de l’État : "trop d'impôt tue l'impôt". Les économistes de l'offre suggèrent alors une suppression de la progressivité de l'impôt et une instauration d'un taux d'imposition unique. Cependant, la courbe de Laffer possède la limite importante de ne pas être validée empiriquement.

## Instruments
La politique monétaire (offre et demande de monnaie) consiste en particulier dans la fixation des taux directeurs (elle permet de lutter contre l'inflation en augmentant les taux et de combattre la récession en les baissant et de régulariser la valeur des devises sur le marché des changes), la politique budgétaire concerne la répartition des prélèvements obligatoires (droits de douane, taxes) et leurs affectations : subventions, etc.
Le développement de normes de qualité peut avoir une influence déterminante sur les marchés, à partir du moment où une norme s'impose à la communauté internationale, comme on l'a vu avec l'interdiction d'accès du Concorde aux États-Unis. D'autres exemples sont fournis par les langages informatiques, les systèmes d'exploitation des ordinateurs, les normes de sécurité des systèmes d'information…
De même, le rôle des États est souvent essentiel dans la définition des droits de propriété, notamment de propriété intellectuelle, et de l'extension du respect de ces droits. Des réflexions sont en cours depuis les années 1990 sur les règles de comptabilisation du capital immatériel.